# Manila Knights
I Manila Knights sono stati una squadra di football americano di Manila, nelle Filippine, fondata nel 2013.

## Dettaglio stagioni

### Tornei nazionali

#### Campionato

##### ABP/PTFL
| Stagione | regular season | regular season | regular season | regular season | regular season | regular season | playoff | playoff | playoff | playoff | playoff | playoff   | playoff    |
|          | Vin            | Par            | Per            | Tot            | PF             | PS             | Vin     | Per     | Tot     | PF      | PS      | risultato | avversaria |
| -------- | -------------- | -------------- | -------------- | -------------- | -------------- | -------------- | ------- | ------- | ------- | ------- | ------- | --------- | ---------- |
| 2013-14  | 0              | 0              | 3              | 3              | 19             | 136            | -       | -       | -       | -       | -       | -         | -          |
| 2014-15  | 2              | 0              | 4              | 6              | 34             | 170            | -       | -       | -       | -       | -       | -         | -          |
| 2015     | 0              | 1              | 5              | 6              | 18             | 273            | -       | -       | -       | -       | -       | -         | -          |
| Totale   | 2              | 1              | 12             | 15             | 71             | 579            | -       | -       | -       | -       | -       |           |            |

Fonti: Enciclopedia del Football - A cura di Roberto Mezzetti